# Mijn lief ligt diep gevroren
Mijn lief ligt diep gevroren (Deense titel: Frysepunktet) is een sciencefiction-roman uit 1969 van de Deense schrijver Anders Bodelsen (geboren 1937). Het origineel werd uitgebracht door uitgeverij Gyldendalske Boghandel in Kopenhagen. De Nederlandse versie werd uitgegeven door Uitgeverij Het Spectrum in de Prisma Pocketsreeks onder catalogusnummer 1531 tegen een kostprijs van 3 gulden  De roman handelt over cryonisme. In 1993 volgde een heruitgave via Reader's Digest in de bundel "Op weg naar de wereld van morgen", samen met De planetenbouwers van John Brunner.
Het boek werd in Engeland gedrukt onder de titel Freezing down.

## Synopsis
Het verhaal speelt zich af in de periode 1975 tot 2022. Bruno, een beoordelaar van feuilletonscripts, raakt tijdens een bijeenkomst verliefd op ballerina Jenny Holländer. Nadat ze samen naar bed zijn geweest, ontdekt Bruno een knobbeltje in zijn huid. Hij blijkt kanker te hebben; de behandelend arts stelt voor zijn lichaam via cryonisme te bewaren totdat de ziekte behandelbaar is. Omdat Bruno denkt dat Jenny slechts een “scharrel” was, liet hij zich zonder enig bericht achter te laten “invriezen”. In 1995 wordt hij gewekt; de ziekte is inmiddels behandeld. Hij kan verder leven. Echter de wereld om hem heen is ook veranderd. Er waren te veel mensen op de wereld en daarom is er gekozen de mensheid in twee groepen te verdelen. De nu-mensen leven een “normaal” leven met allerlei ziekten etc. De toekomst-mensen blijven eeuwig leven. Zodra een nu-mens overlijdt worden zijn lichaamsdelen getransplanteerd naar een toekomst-mens. Bruno wordt wakker en gaat vervolgens op zoek naar Jenny. Die blijkt zelf ingevroren te zijn; ze heeft haar rug ernstig verwond. Tijdens de zoektocht komt hij erachter dat die ene vrijpartij hun een zoon heeft opgeleverd. De verwachting is dat Jenny pas in 2022 wordt bijgebracht. Bruno laat zich vervolgens weer invriezen. In de periode dat hij gecryoniseerd is, zullen zijn organen door anderen worden gebruikt. In 2022 blijkt dat de rug van Jenny toch niet hersteld kan worden en beiden komen in een eeuwig durende cyclus terecht van bijbrengen, cryoniseren, bijbrengen.   